# Лисестровская волость
Лисестровская волость — волость в составе Архангельского уезда Архангельской губернии. Существовал в 1905—1924 годах. Волостной центр — село Амосовская.
Ныне территория Лисестровского сельсовета (муниципальное образование Лисестровское сельское поселение в Приморском муниципальном районе) Архангельской области России.

## География
Располагалась на левом берегу реки Северная Двина в пригородной зоне города Архангельска.

## История
Образован 1 июля 1905 путём выделения из Рикасовской волости.
Сохранился рапорт волостного старшины от 2 марта 1906 года, где сообщалось: «вверенная мне
Лисестровская волость только с 1 июля 1905 выделилась из Рикасовской волости».
В Списках населённых мест Архангельской губернии к 1905 году (издано в 1907 году) Лисестровской волости нет,  есть Лисестровское сельское общество Рикасовской волости.
Летом 1918 года вспыхнуло Антибольшевистское восстание в Архангельске. Лисестровская волость выставила 49 добровольцев (Архив регионального управления ФСБ по Архангельской области (далее — АРУ ФСБ АО). Д. П-16049. Л. 31 об.—32 (допрос Г. Мосеева, 28 июля 1920 г.); ГАРФ. Ф. 5867. Оп. 1. Д. 3. Л. 55 об. (письмо Н. А. Старцева С. Н. Городецкому, 15 апреля 1925 г.)). После победы восставвших волость в 1918—1920 годах была в составе Северной России. Власть в ней со 2 августа по 27 сентября 1918 года принадлежала Верховному управлению, а с 9 октября 1918 по 18 февраля 1920 года Временному правительству.
В 1924 году Лисестровская, Рикасовская и Яковлевская волости были объединены в Исакогорскую волость